# Ágora de los italianos
El Ágora de los italianos era una antigua ágora o mercado de la isla de Delos, en Grecia. Sus ruinas forman parte del yacimiento arqueológico de Delos, declarado Patrimonio de la Humanidad por la Unesco. Más concretamente, el yacimiento forma parte de la zona del Lago Sagrado de Delos.

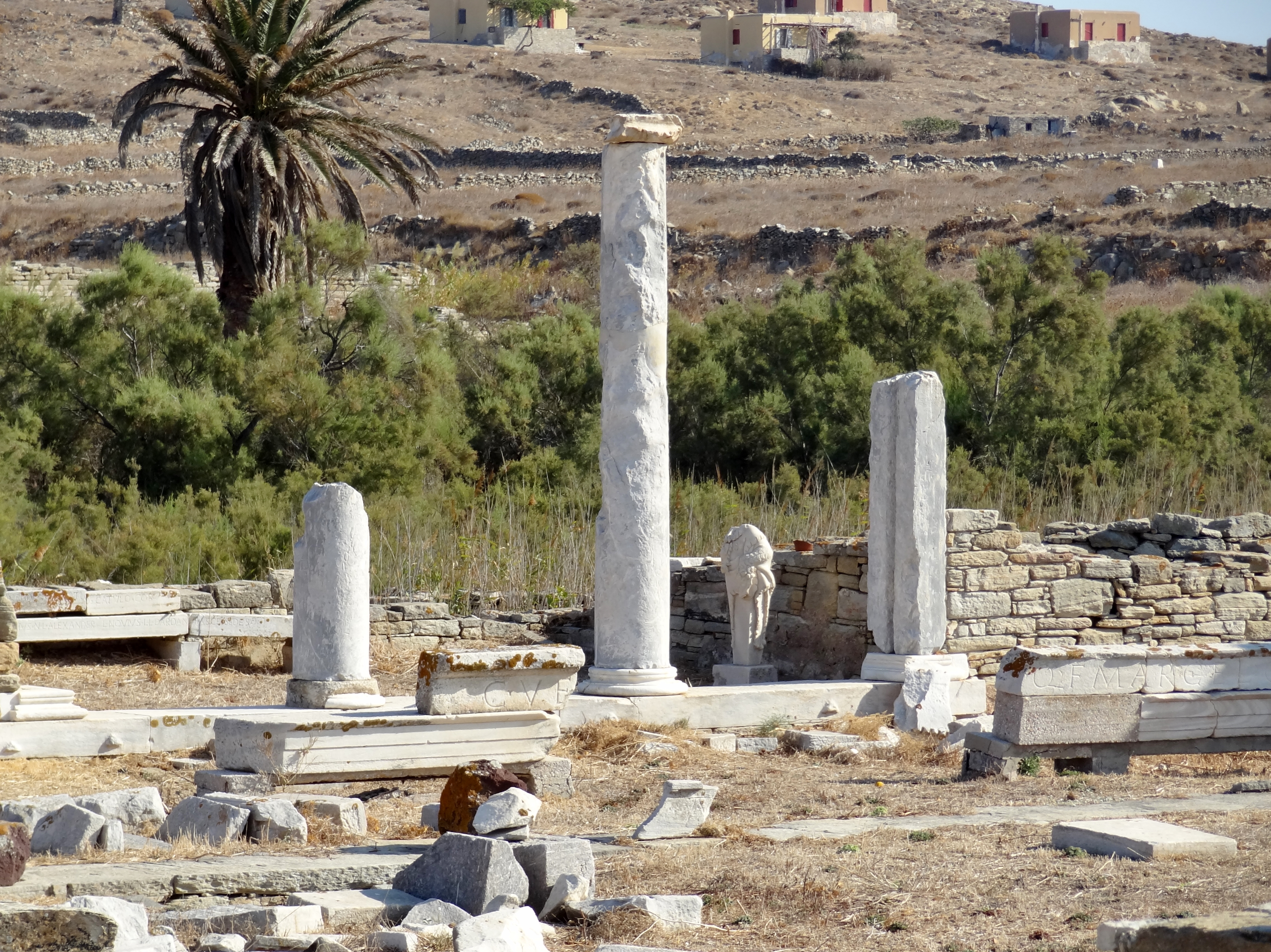
Ruinas del Ágora.

El Ágora se construyó a finales del período helenístico, en torno al 110-88 a. C. Fue construida por los romanos y otros comerciantes de la península itálica que la utilizaban como lugar de comercio y reunión. Una teoría, sin embargo, es que el ágora estaba destinada a un uso deportivo y no comercial. En este caso, habría sido una especie de gimnasio o palestra. El Ágora se amplió con el tiempo.
El Ágora se encuentra al sur del Lago Sagrado. Forma un peristilo de 67,6 × 50,7 m aproximadamente. La columnata tenía dos pisos y rodeaba el patio por los cuatro lados. Las columnas del nivel inferior son de estilo dórico y las del superior jónico. Había 112 columnas en total. Dos de ellas han sido restauradas. La anchura del pasillo que rodea la columnata es de unos 6,6 m. El edificio contenía varias salas, entre ellas locales comerciales.
Entre las esculturas encontradas en el Ágora se encuentra el Galo herido, actualmente en el Museo Arqueológico Nacional  de Atenas.